# 13244 Dannymeyer
13244 Dannymeyer este un asteroid din centura principală de asteroizi.

## Descriere
13244 Dannymeyer este un asteroid din centura principală de asteroizi. A fost descoperit pe 26 iunie 1998 în cadrul proiectului CSS. Asteroidul prezintă o orbită caracterizată de o semiaxă mare de 3,16 ua, o excentricitate de 0,01 și o înclinație de 19,5° în raport cu ecliptica.